# Material circulante no Metropolitano de Londres 2009

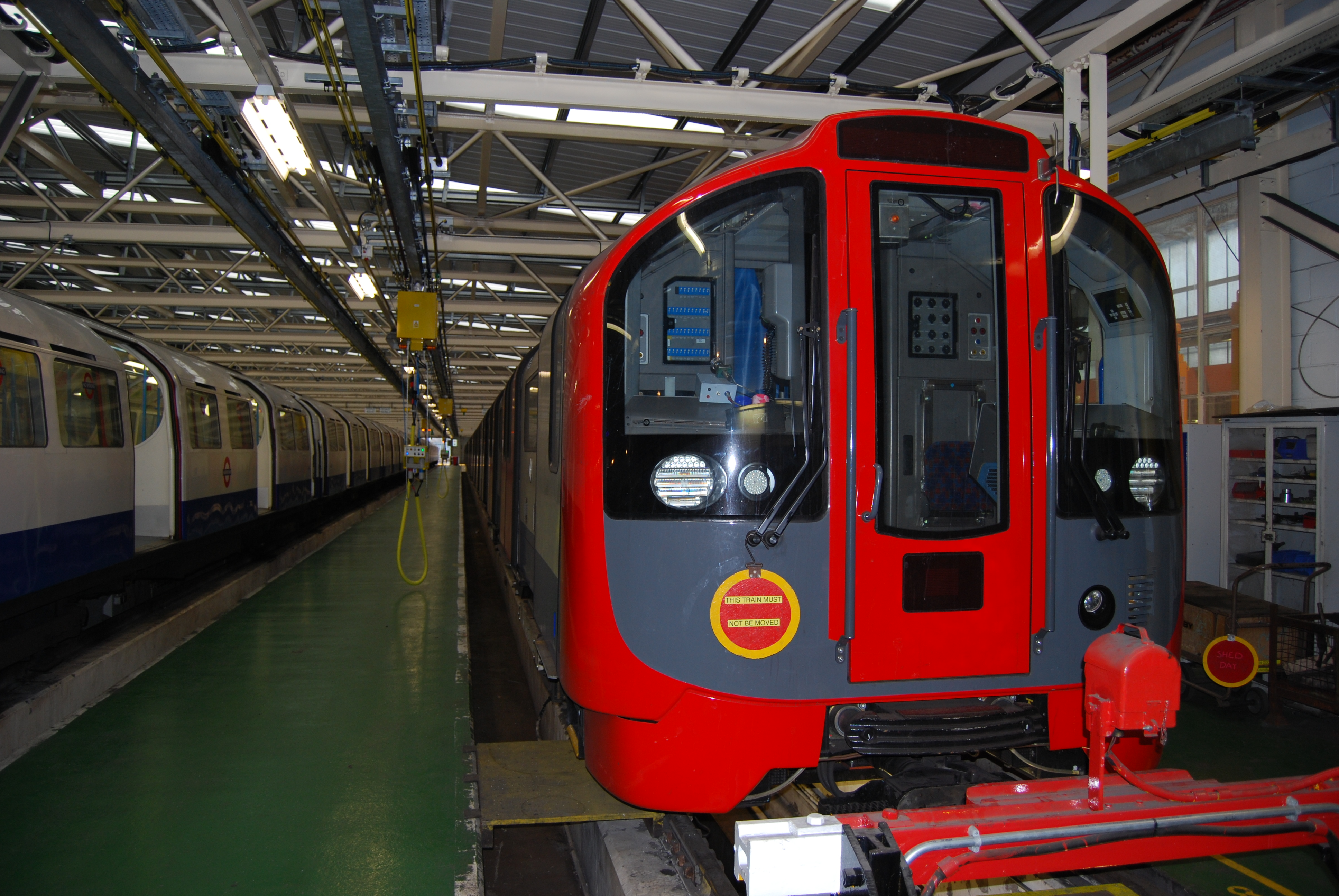
Carruagem de 2009

O Material circulante no Metropolitano de Londres 2009 está pensado para entrer ao serviço no Metropolitano de Londres em 2009, na Victoria line.